# San Roque (Cadix)
San Roque est une commune espagnole de la communauté autonome d’Andalousie, située dans la province de Cadix.

## Géographie

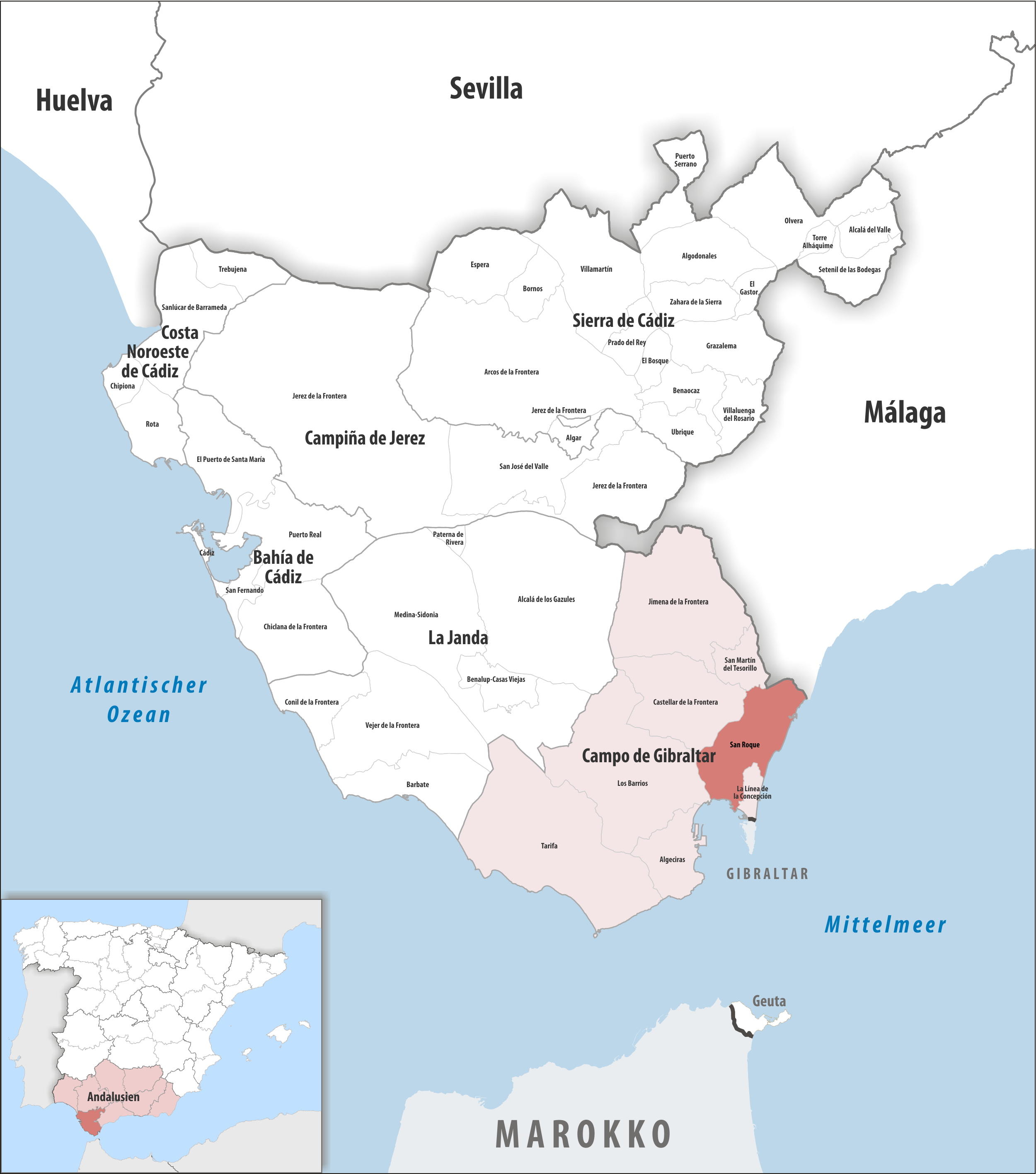
San Roque dans la province de Cadix / en Andalousie

### Localisation
La commune de San Roque fait partie de la comarque de Campo de Gibraltar, à l'extrémité sud-est de la province de Cadix. Elle est bordée par la mer Méditerranée au nord-est et par la baie de Gibraltar au sud.
Cadix est à 110 km nord-ouest ;
Jerez de la Frontera à 104 km nord-ouest ;
Gibraltar à 13 km au sud ;
Algésiras à 14 km sud-ouest ;
Malaga à 124 km nord-est.
Son territoire occupe une superficie de 146,93 km2.

### Sites naturels
L'espace naturel du Pinar del Rey (es) est partagé entre son territoire et celui de Castellar de la Frontera. Il a été incorporé au parc naturel Los Alcornocales (es) en 2017.
San Roque inclut huit plages, dont cinq sur la Méditerranée et trois sur la baie de Gibraltar.

### Hydrographie
La commune est arrosée par deux fleuves côtiers, le Guadiaro (es) au nord et le Guadarranque (es) au sud en limite avec Los Barrios.

## Histoire
La localité doit son origine à la présence d'un ermitage dédié à saint Roch, élevé après la Reconquista. La région est alors inhabitée alors que la population est concentrée à Gibraltar.[réf. nécessaire]
En 1704, lors de la guerre de Succession d'Espagne, les troupes anglaises s'emparent du rocher de Gibraltar et en expulsent la population espagnole. Environ 7 000 personnes s'installent alors dans la comarque environnante dont 5 000 autour de l'ermitage Saint-Roch. La nouvelle municipalité est créée officiellement le 21 mai 1706.
En 1735, la localité nouvelle de La Línea de la Concepción voit le jour le long de la ligne de démarcation avec le territoire britannique de Gibraltar. En 1870, elle se sépare de San Roque pour former une municipalité distincte.[réf. nécessaire]
En 2006, la ville célèbre son tricentenaire en présence du prince et de la princesse des Asturies, ainsi que de Manuel Chaves, président de la Junte d'Andalousie. À cette occasion, le prince est honoré du titre de « maire perpétuel » de la ville. Les festivités comprennent également un tournoi d'échecs avec la présence du champion bulgare Veselin Topalov et un concert du groupe El Canto del Loco.

## Politique et administration

### Divisions administratives

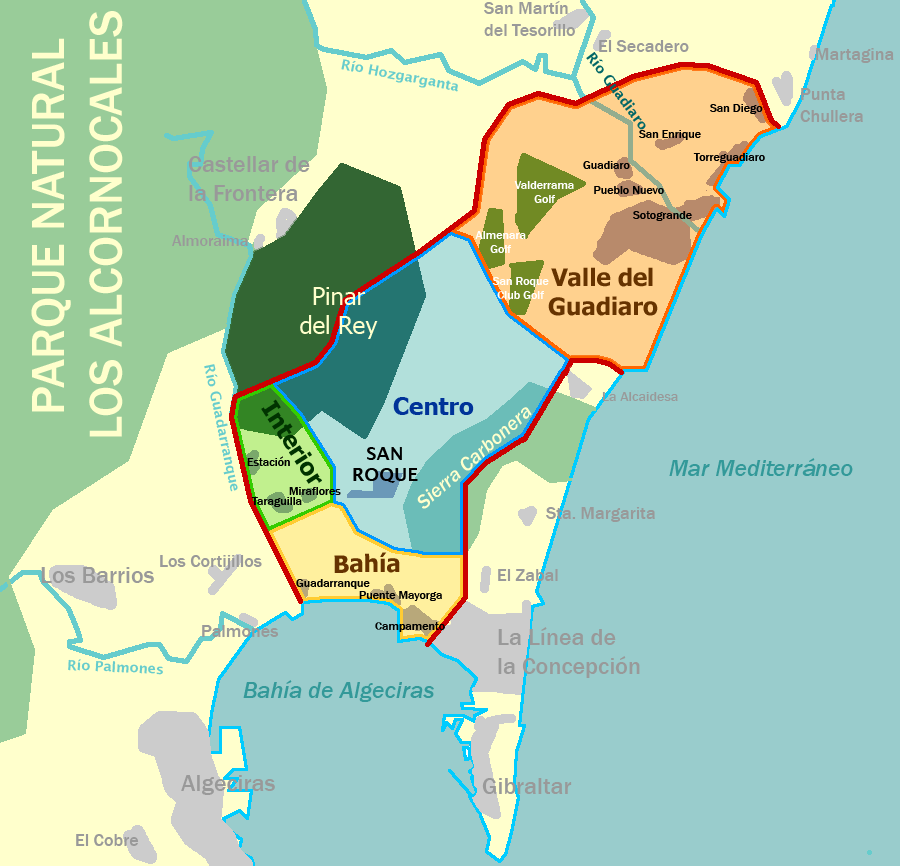
Carte de San Roque avec ses districts.

Depuis 2009, San Roque est organisé en quatre districts : Centre, vallée du Guadiaro, Intérieur et Baie et regroupe treize noyaux de population dont le plus important est le centre-ville.

### Administration municipale
La commune est dirigée par un conseil municipal de vingt-et-un membres élus pour quatre ans. Lors des élections du 26 mai 2019, la liste du PSOE-A remporte la majorité absolue avec onze sièges. Juan Carlos Ruiz Boix est réélu maire.
| Période | Période  | Identité                | Étiquette   | Qualité |
| ------- | -------- | ----------------------- | ----------- | ------- |
| 1979    | 1987     | Eduardo López Gil       | PSOE-A      |         |
| 1987    | 1999     | Andrés Merchán Cotos    | PSOE-A      |         |
| 1999    | 2000     | José Vázquez Castillo   | PSOE-A      |         |
| 2000    | 2003     | Fernando Palma Castillo | Indépendant |         |
| 2003    | 2009     | José Vázquez Castillo   | PSOE-A      |         |
| 2009    | 2011     | Fernando Palma Castillo | PP          |         |
| 2011    | En cours | Juan Carlos Ruiz Boix   | PSOE-A      |         |

## Population et société

### Démographie
En 2018, la population s'élève à 30 472 habitants dont 3 529 étrangers.

## Culture et patrimoine

### Sites et monuments
Le quartier ancien de San Roque détient le label d'ensemble historique.
- La place d'armes est un espace piétonnier. En 1720, c'est ici que le matador Manuel Ballón « El Africano » réalisa la première passe de muleta de l'histoire de la tauromachie.
- L'église Santa María la Coronada (es), située sur la place d'armes, a été construite en 1735 à l'emplacement d'un ancien ermitage[9]. Elle abrite la tombe de José Cadalso.
- Le palais des gouverneurs, construit au XVIIIe siècle, est l'ancien siège du commandement militaire de Gibraltar. Il abrite aujourd'hui le musée Louis Ortega Bru.
- Les arènes (Plaza de toros), inaugurées en 1853, sont les plus anciennes de la province de Cadix. Elles abritent un musée taurin.
- Le site archéologique de Carteia est établi près de l'embouchure du Guadarranque et renferme des vestiges puniques, romains et médiévaux.

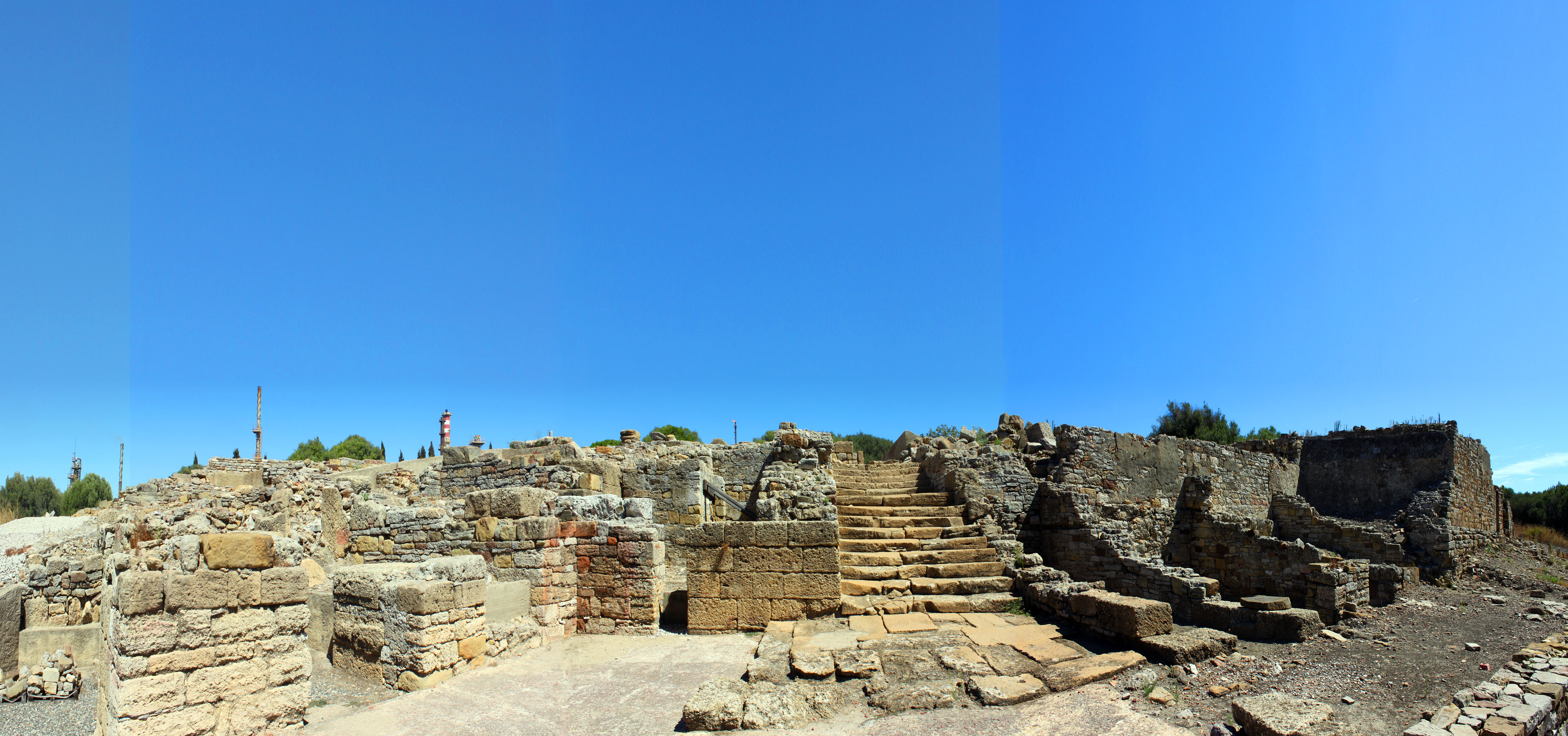
Panoramique sur le forum de Carteia

## Personnalités
- José Cadalso (1741-1782), poète et militaire, mort au combat, inhumé à San Roque.
- Francisco María Tubino (1833-1888), historien,journaliste et homme politique, y est né.